# Carmela Zumbado
Carmela Zumbado (Miami, Florida; 27 de febrero de 1991) es una actriz estadounidense. Actuó como Delilah Alves en la serie de Netflix You (2019). Posteriormente, recibió elogios por interpretar a Ximena Arista en la película The Wall of Mexico (2019), y también interpretó a Jeny B en la película de acción Need for Speed (2014) y también a Denise Martinez en la serie musical Crazy Ex-Girlfriend (2019).

## Carrera
Zumbado comenzó a actuar en 2012, haciendo su debut con dos apariciones en la serie America's Most Wanted, apareciendo primero como Karen Martinez y luego como Teresa Martinez. En el mismo año, participó en la película para televisión Freestyle Love Supreme como Rachel, un largometraje que luego se adaptó a Broadway.
Zumbado continuó actuando en programas como Necessary Roughness y en 2013 en la serie Graceland, además ese año hizo un cameo en la película Identity Thief, como vendedora en un salón.
En 2014, hizo su debut cinematográfico interpretando a Jeny B en la película de acción Need for Speed. La película fue un éxito comercial, sin embargo, tuvo críticas negativas. Ese año hizo apariciones en varios programas de televisión, que incluyen un cameo en la serie Bloodline de Netflix y como Riley Decoy en un episodio de la serie de terror de MTV Scream.
Zumbado también tuvo un papel recurrente como Windi Stewart en la serie criminal NCIS: New Orleans, y también interpretó a Susan en la serie NCIS: Los Ángeles. En 2016, tuvo una aparición especial como Denise Martinez en la serie de comedia Crazy Ex-Girlfriend, que luego repitió en 2019.
En el 2019 interpretó a Ximena Arista en la película dramática The Wall of Mexico, la cual fue recibida favorablemente. Ese año, se anunció que fue elegida para el papel de Delilah Alves, la hermana mayor de Ellie Alves, en la serie de suspenso de Netflix You, que interpretó para su segunda temporada.
Recientemente, Zumbado actuó como invitada interpretando a Paloma Ball en la última temporada de la serie The Magicians, e interpretó a Gwen, la exesposa del personaje Freddie Benson en el reinicio de la comedia iCarly.

## Filmografía

### Cine
| Año  | Título              | Papel              | Notas               |
| ---- | ------------------- | ------------------ | ------------------- |
| 2013 | Identity Thief      | Vendedora de salón | Cameo               |
| 2014 | Need For Speed      | Jeny B             | Papel de soporte    |
| 2015 | Our Brand Is Crisis | Periodista         | Cameo               |
| 2019 | The Wall of Mexico  | Ximena Arista      | Personaje principal |

### Televisión
| Año       | Título                 | Papel                 | Notas                                   |
| --------- | ---------------------- | --------------------- | --------------------------------------- |
| 2012      | America's Most Wanted  | Karen/Teresa Martinez | Personaje recurrente; 2 episodios       |
| 2012      | Freestyle Love Supreme | Rachel                | Película para televisión                |
| 2013      | Necessary Roughness    | Mujer                 | Cameo                                   |
| 2013      | Graceland              | Julie                 |                                         |
| 2015      | Every Witch Way        | Witch                 | Cameo                                   |
| 2015      | Bloodline              | Chica                 | Cameo                                   |
| 2015      | NCIS: New Orleans      | Windi Stewart         | Personaje recurrente; 2 episodios       |
| 2015      | Scream                 | Riley Decoy           |                                         |
| 2016–2019 | Crazy Ex-Girlfriend    | Denise Martinez       | Personaje recurrente; 2 episodios       |
| 2017      | NCIS: Los Angeles      | Susan                 |                                         |
| 2017      | Rosewood               | Thanny Torres         |                                         |
| 2019      | You                    | Delilah Alves         | Personaje principal (Segunda temporada) |
| 2020      | The Magicians          | Paloma Ball           | Episodio: "The Balls"                   |
| 2021      | iCarly                 | Gwen                  | Personaje invitado                      |
| 2021      | The Rookie             | 'Freegan' Frida       | Episodio "Lockdown"                     |
| 2021      | Chicago P.D.           | Anna                  | Personaje recurrente                    |